# Данія на зимових Олімпійських іграх 1992
Данія на зимових Олімпійських іграх 1992 року, які проходили у французькому місті Альбервіль, була представлена 6 спортсменами (4 чоловіками та 2 жінками) у 3 видах спорту. Прапороносцем на церемоніях відкриття та закриття Олімпійських ігор був лижник Еббе Гарц.
Данія всьоме взяла участь у зимових Олімпійських іграх. Данські спортсмени не завоювали жодної медалі.

## Гірськолижний спорт
Чоловіки
| Спортсмен             | Дисципліна         | Дистанція 1 | Дистанція 2 | Разом   | Разом |
| Спортсмен             | Дисципліна         | Час         | Час         | Час     | Місце |
| --------------------- | ------------------ | ----------- | ----------- | ------- | ----- |
| Нільс Гелб'єрг-Гансен | гігантський слалом | 1:14.04     | 1:12.45     | 2:26.49 | 45    |
| Нільс Гелб'єрг-Гансен | слалом             | DNF         | –           | DNF     | –     |

Жінки
| Спортсмен       | Дисципліна         | Дистанція 1 | Дистанція 2 | Разом   | Разом |
| Спортсмен       | Дисципліна         | Час         | Час         | Час     | Місце |
| --------------- | ------------------ | ----------- | ----------- | ------- | ----- |
| Тіне Конгсгольм | гігантський слалом | 1:13.82     | 1:17.18     | 2:31.00 | 31    |
| Тіне Конгсгольм | слалом             | 56.01       | 48.02       | 1:44.03 | 28    |

## Лижні гонки
Чоловіки
| Дисципліна                   | Спортсмен      | Дистанція | Дистанція |
| Дисципліна                   | Спортсмен      | Час       | Місце     |
| ---------------------------- | -------------- | --------- | --------- |
| 10 км C                      | Міхаель Бінцер | 32:45.9   | 69        |
| 10 км C                      | Еббе Гарц      | 31:34.5   | 48        |
| 15 км гонка переслідування F | Міхаель Бінцер | 46:12.2   | 59        |
| 15 км гонка переслідування F | Еббе Гарц      | 45:47.6   | 53        |
| 30 км C                      | Міхаель Бінцер | 1'35:00.1 | 64        |
| 30 км C                      | Еббе Гарц      | 1'33:46.4 | 58        |
| 50 км F                      | Еббе Гарц      | 2'21:23.1 | 49        |

## Фігурне катання
Чоловіки
| Спортсмен       | Коротка програма | Довільна програма | Сума балів | Місце |
| --------------- | ---------------- | ----------------- | ---------- | ----- |
| Генрік Валентін | 24               | 20                | 32.0       | 22    |

Жінки
| Спортсмен          | Коротка програма | Довільна програма | Сума балів | Місце |
| ------------------ | ---------------- | ----------------- | ---------- | ----- |
| Анісетте Торп-Лінд | 8                | 16                | 20.0       | 15    |